# Listhof (Naturschutzgebiet)
Das Naturschutzgebiet Listhof ist ein mit Verordnung vom 6. Juli 2000 des Regierungspräsidiums Tübingen ausgewiesenes Naturschutzgebiet (NSG-Nummer 4.297) mit Feuchtwiesen, Laubmischwald und Streuobstwiesen im Gebiet der Stadt Reutlingen im Landkreis Reutlingen in Baden-Württemberg. Das 123 Hektar große Gebiet im Südwesten der Stadt gehört zum Naturraum 101 (Mittleres Albvorland) und umfasst das ehemalige Panzerübungsgelände auf den Gemarkungen Reutlingen, Betzingen und Ohmenhausen. Das Gebiet wurde unter anderem als Ausgleichsmaßnahme für den Bau des Scheibengipfeltunnels im Jahr 2000 ausgewiesen.

## Geschichte
Das Gebiet wurde vom französischen Militär bis ins Jahr 1992 als Übungsgelände u. a. für Panzerübungen genutzt. Obwohl stadtnah gelegen, blieb es als militärisches Sperrgebiet von intensiver Nutzung weitgehend ausgenommen. Dadurch entwickelten sich Biotope für in Südwestdeutschland seltene Tier- und Pflanzenarten. Nach Abzug der französischen Truppen gab es in der Kommunalpolitik zunächst Überlegungen, das Areal als städtebauliche Reservefläche oder Freizeitgebiet zu sichern. In Zusammenarbeit mit der Bezirksstelle für Naturschutz und Landschaftspflege Tübingen entwickelte die Stadt Reutlingen jedoch ein Naturschutz-Konzept, das der Gemeinderat 1996 einstimmig billigte. Es folgten Forschungsarbeiten verschiedener Ökologen, die einige Arten von überregionaler Bedeutung identifizierten. Dass der ehemalige Übungsplatz als „ökologisch besonders wertvoll“ eingestuft wurde, hat mehrere Gründe: zum einen war die Anlage für die dicht besiedelte Landschaft Baden-Württembergs verhältnismäßig groß und nicht durch öffentliche Straßen oder Siedlungen zerschnitten, zum anderen wird weder gedüngt noch gespritzt oder drainiert, so dass es zu keiner nennenswerten Belastung durch Düngemittel, Pestizide oder Entwässerungen kommt. Im September 2000 erklärte das Regierungspräsidium Tübingen den Listhof schließlich zum Naturschutzgebiet. Von der Hochfläche des Geländes ist die Stadt Reutlingen und die Trasse des Scheibengipfeltunnels zu sehen. Das Naturschutzgebiet wurde u. a. als Ausgleichsleistung für die Zerstörung von Streuobstwiesen durch dieses Bauprojekt ausgewiesen. Für damals rund 3,1 Millionen Mark kaufte die Stadt zudem vom Bund die Flächen, die ihr noch nicht gehörten.

## Flora, Fauna und Landschaft

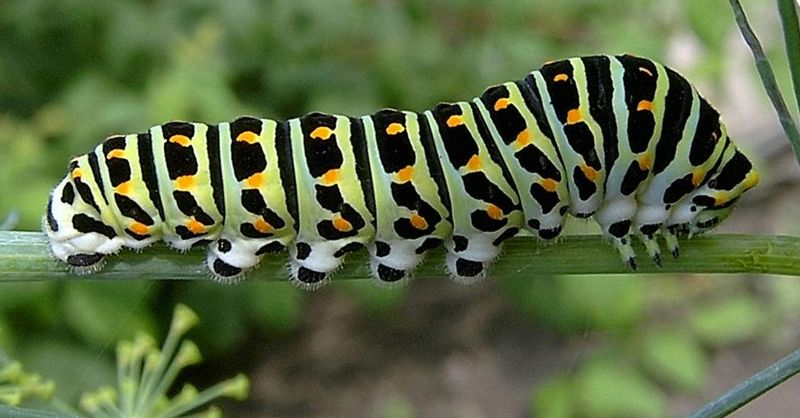
Schwalbenschwanzraupe

Durch die militärische Nutzung sind eine Reihe von Kleinbiotopen und nach und nach verlandende Tümpel entstanden. Landschaftselemente sind magere Wiesen mit einzelnen Bäumen und Hecken, Streuobstwiesen und Wälder, ein mit Auwald besäumter Bach und Wasserlöcher mit Binsen und Schilf im zerfurchten Gelände. Zu den markanten Tieren, die vorzugsweise im Naturschutzgebiet Listhof vorkommen, gehören die Gelbbauchunke und der Schwalbenschwanz. Mit seinen 124 Hektar ist der ökologische Nutzen des Gebietes umstritten. Eine Vernetzung zu anderen ungenutzten Gebieten ist in der stark besiedelten Region de facto nicht gegeben. Die Wälder im Umkreis werden regulär bewirtschaftet. Der Nutzungsdruck auf das Gebiet ist nach wie vor hoch: Ein Modellflieger-Flugplatz befindet sich am einen Ende des Gebietes, eine Kleingärtneranlage und eine Motorsport-Bahn auf der anderen Seite. Im Gebiet darf gejagt werden.

## Betreuung
Auf dem Gelände befindet sich in einer sanierten, ehemaligen Baracke des französischen Militärs das städtische Umweltbildungszentrum Listhof. Dieses ist seit Juli 2020 Infostelle des UNESCO Geoparks Schwäbische Alb. Durch stadtnahe Lage und gute Verkehrsanbindung bietet das Naturschutzgebiet Besuchern eine Möglichkeit zur sanften Naherholung. Landschaftspflegemaßnahmen werden vom Umweltbildungszentrum durchgeführt.
Die Pfadfinder des VCP Stammes Jizchak Schwersenz errichteten und nutzen eine Hütte auf dem Gelände des Listhofes.